# Euclystis labecia
Euclystis labecia là một loài bướm đêm trong họ Erebidae.